# 농부

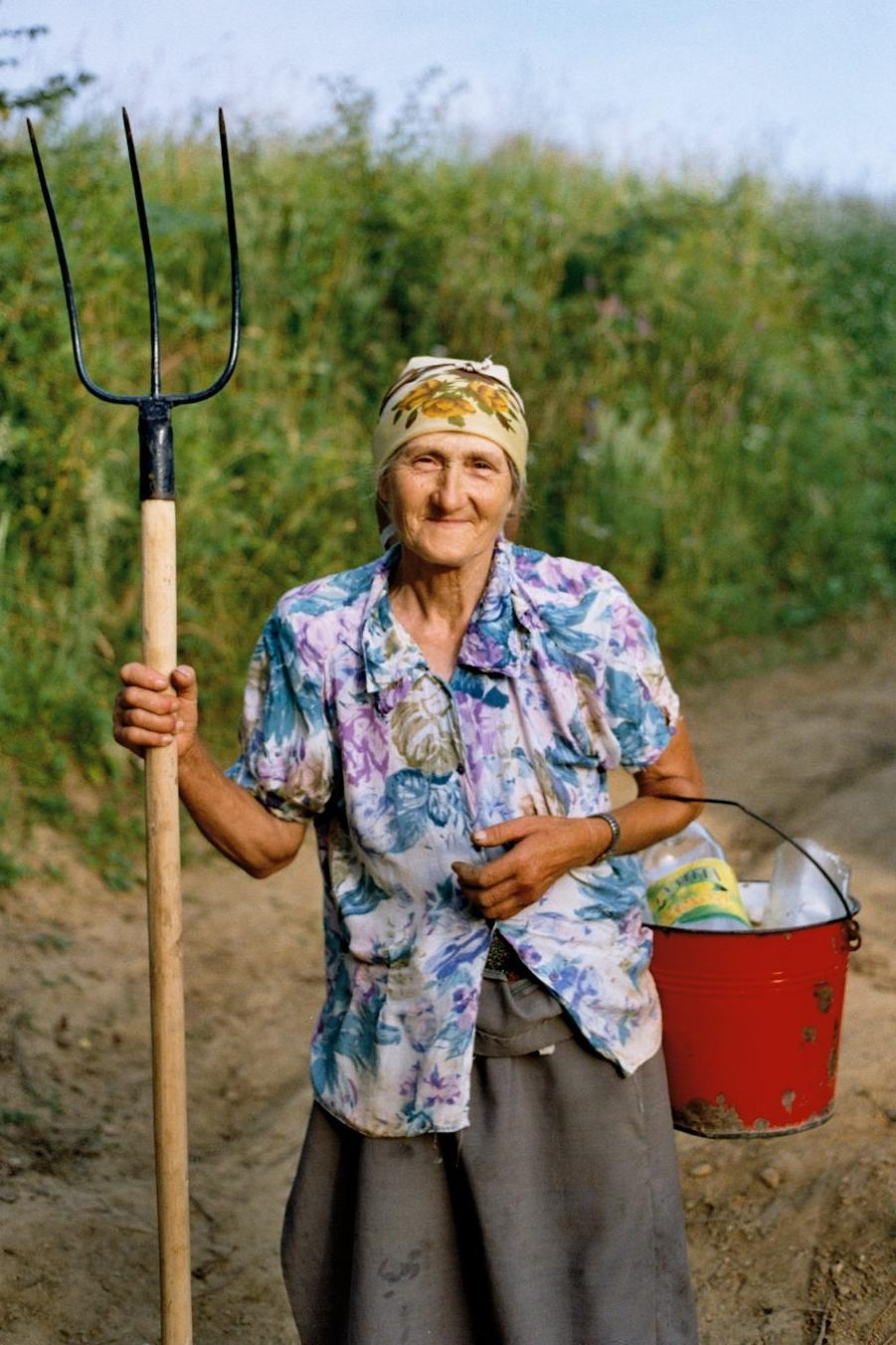
농부

농부(農夫) 또는 농업인(農業人, farmer)은 농업에 종사하고 식품이나 원자재를 위해 살아있는 유기체를 키우는 사람이다. 이 용어는 일반적으로 농작물, 과수원, 포도원, 가금류 또는 기타 가축을 키우는 사람들에게 적용된다. 농부는 농지를 소유할 수도 있고, 다른 사람이 소유한 토지에서 노동자로 일할 수도 있다. 대부분의 선진국에서 "농부"는 일반적으로 농장 소유자(토지 소유자)이고, 농장 직원은 농장 노동자(또는 농장주)로 알려져 있다. 그러나 다른 오래된 정의에서 농부는 노동과 관심을 통해 식물, 토지 또는 작물의 성장을 촉진 또는 개선하거나 동물(가축 또는 물고기)을 기르는 사람이었다.
5억 명 이상의 농민이 소규모 자작농으로, 이들 중 대부분은 개발도상국에 있으며 거의 20억 명에 달하는 사람들을 경제적으로 부양하고 있다. 전 세계적으로 여성은 농업 종사자의 40% 이상을 차지한다.

## 같이 보기
- 농민
- 농업
- 원예